# Jacques Marseille

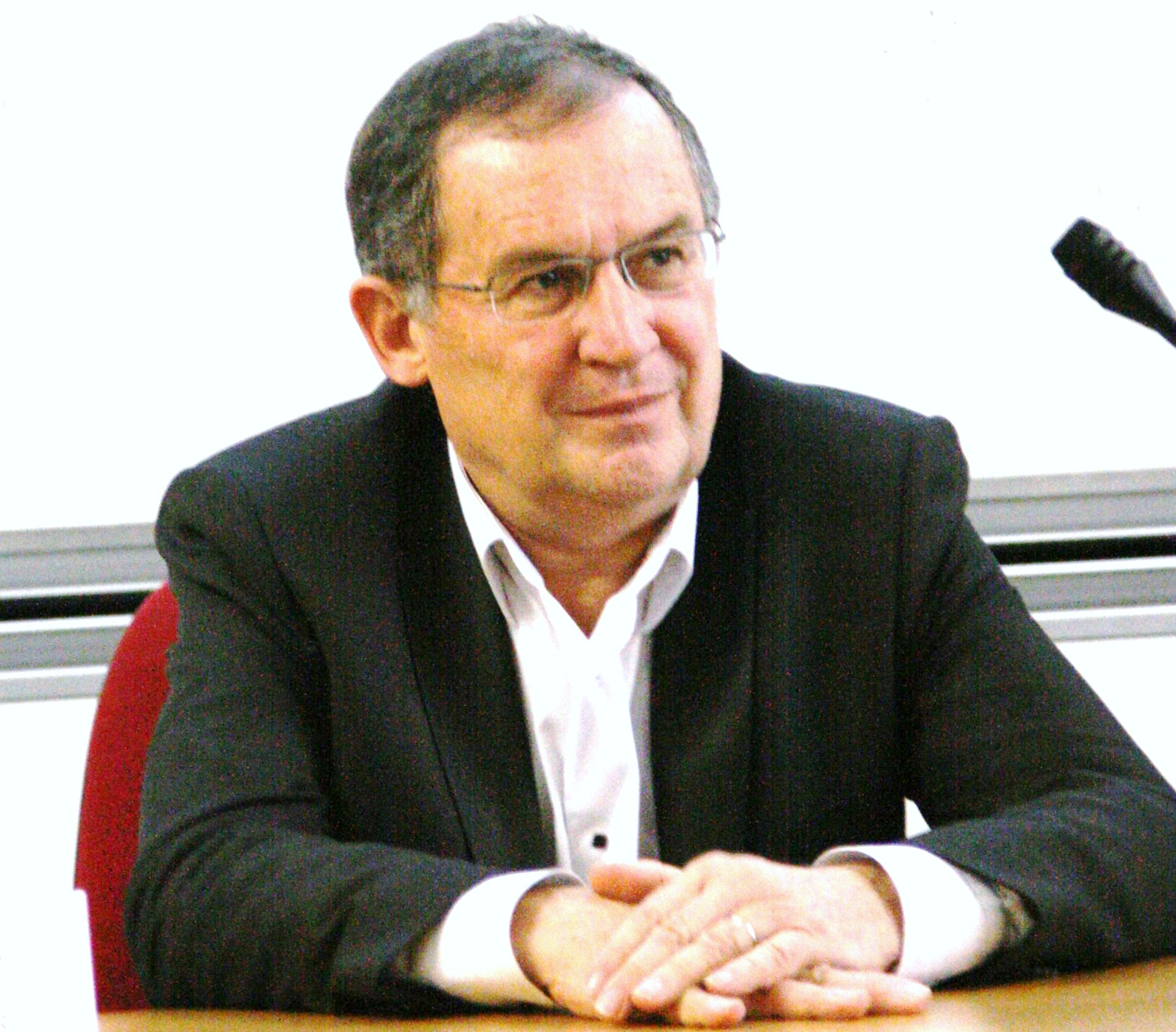
Jacques Marseille (2008)

Jacques Marseille (* 15. Oktober 1945 in Abbeville; † 4. März 2010 in Paris) war ein französischer Historiker und Wirtschaftswissenschaftler.

## Biografie
1989 wurde Marseille zum Professor an den Lehrstuhl für Wirtschaftsgeschichte und Sozialwissenschaften an der Universität Paris I Panthéon-Sorbonne und hatte diese Professur bis zu seiner Emeritierung 2009 inne.
Zunächst waren seine Ideen vom Kommunismus geprägt, jedoch wandelte er sich später zu einem Vertreter der Freien Marktwirtschaft sowie einem wirtschaftlichen und politischen Liberalismus.
Im Laufe seiner Tätigkeit war er nicht nur Herausgeber der Sammlung „Histoire“ beim Verlagshaus „Nathan“ sowie Verfasser von Artikeln im Wochenmagazin „Le Point“ und in der Beilage „Enjeux-Les Échos“ der Finanzzeitung Les Échos. Jacques Marseille starb am 4. März 2010 im Alter von 64 Jahren an Krebs.
Seine weiteren Veröffentlichungen erschienen bei den Verlagen Éditions Albin Michel sowie Éditions Larousse, ehe er diese 1999 im Selbstverlag Éditions Jacques Marseille herausgab. Seine wichtigsten Werke waren:
- „Puissance et Faiblesse de la France industrielle“,
- „Vive la crise et l’inflation“, 1983
- „Lettre ouverte aux Français qui s’usent en travaillant et qui pourraient s’enrichir en dormant“, 1992
- „La Guerre des deux France. Celle qui avance et celle qui freine“, 2005
- „Pouvez-vous devenir ou rester français?“, 2010.

Für seine Verdienste wurde er zum Ritter der Ehrenlegion (Chevalier de la Légion d’Honneur (Ch. LH)) ernannt.